# فلیکس (مجموعه کتاب کودک)
فلیکس یک مجموعه کتاب کودک اثر آنت لنگن با تصویرگری کنستانزا دروپ است. دو فیلم هم با اقتباس از این مجموعه ساخته شده‌است.

## عناوین
- Briefe von Felix
- Neue Briefe von Felix
- Abenteuerliche Briefe von Felix
- Weihnachtsbriefe von Felix
- Zirkusbriefe von Felix
- Weltbeste Briefe
- Felix bei den Kindern dieser Welt
- Mit Felix auf großer Deutschlandreise